# Gregorio Porcaro
Gregorio Porcaro (fl. XX secolo) è stato un calciatore italiano, di ruolo portiere.

## Carriera
Nella stagione 1925-1926 ha giocato 5 partite con il Palermo, subendo 18 reti nel campionato di Prima Divisione. Gioca nella squadra siciliana anche nelle stagioni 1926-1927 e 1928-1929.